# 何塞·帕西亞諾·勞雷爾

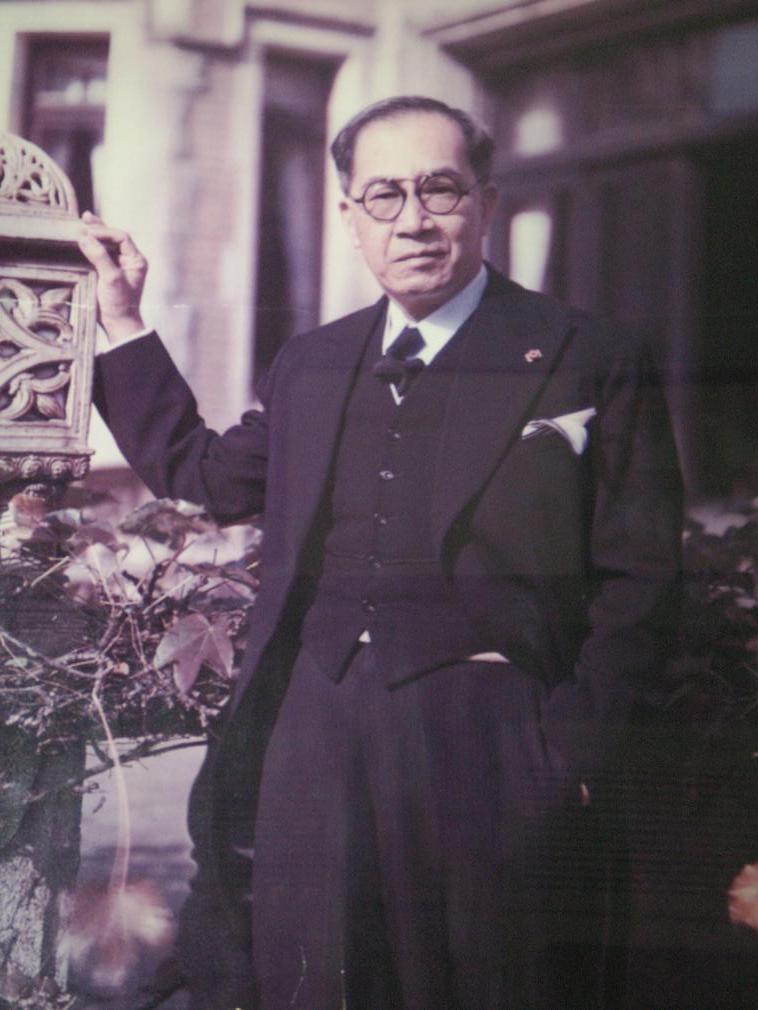
何塞·帕西亞諾·勞雷爾

何塞·帕西亞諾·勞雷爾（José Paciano Laurel，1891年3月9日—1959年11月9日），菲律賓的政治家，菲律賓的第三任總統，是日本扶植的菲律賓第二共和國總統。
勞雷爾出生於富有的政治家家庭，1915年畢業於菲律賓大學法律系；1923年擔任美屬菲律賓的內政部長。之後擔任過參議院議員、制憲會議代表、最高法院法官與司法部長等職。

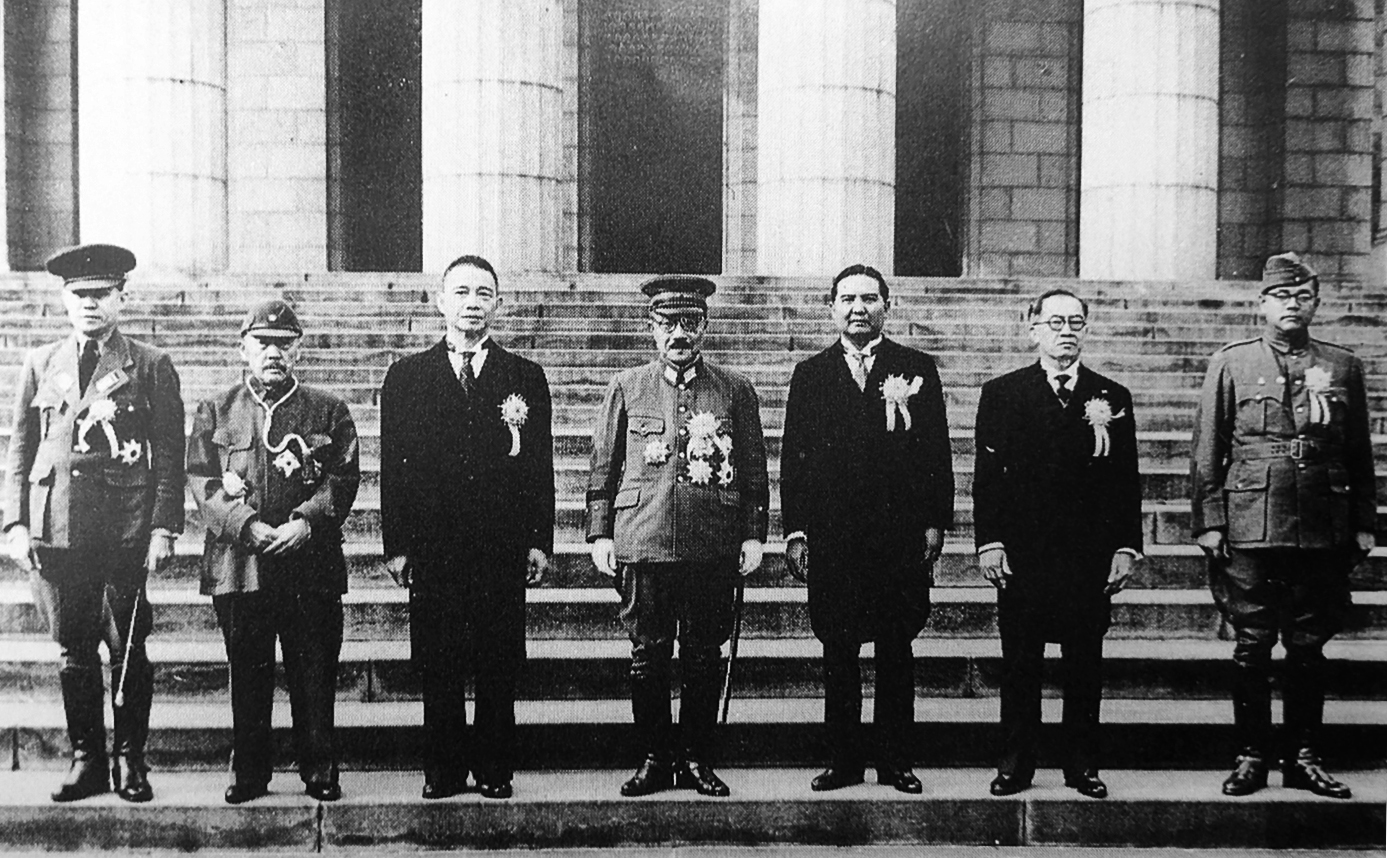
1943年11月5日参加大東亚会議的各国首脑。左起：巴莫、張景惠、汪兆銘、東條英機、旺·威泰耶康、何塞·帕西亞諾·勞威爾、苏巴斯·钱德拉·鲍斯

第二次世界大戰爆發後日本攻佔菲律賓，勞雷爾與日本合作並出任行政委員會委員；後出任獨立準備委員會的委員長負責起草憲法，在1943年的選舉中當選菲律賓第二共和總統。戰爭期間，勞雷爾曾兩度被游擊隊襲擊。日本戰敗前，勞雷爾在山下奉文的命令下於1945年3月離開菲律賓，逃往台灣。在台灣，勞雷爾只能吃福神漬配飯這樣的窮酸食物。之後流亡日本奈良奈良飯店。1945年8月15日日本投降後，勞雷爾宣佈解散菲律賓共和國政府，不久被麥克阿瑟的佔領當局逮捕，收監於巢鴨監獄。
1946年7月勞雷爾回到菲律賓，當時的總統曼努埃爾·羅哈斯於1948年赦免其叛亂罪。
1949年再度代表菲律賓國民黨競選總統，敗於埃爾皮迪奧·基里諾。1951年勞雷爾以全國第一高票當選參議院議員。1953年他支持拉蒙·麥格塞塞當選總統。1954年勞雷爾以經濟使節團名義訪美。1957年退出政壇，1959年逝世。
其子薩爾瓦多·勞雷爾曾任菲律賓副總統（1986-1992）。